# One of the Best Yet
Albums de Gang Starr
Mass Appeal: The Best of Gang Starr
(2006)
One of the Best Yet est le septième album studio du groupe de rap américain Gang Starr, sorti en 2019. Il s'agit du premier album sorti après le décès de Guru en 2010. DJ Premier utilise des prises de voix inédites du rappeur et invite divers artistes comme J. Cole, Royce da 5'9", Talib Kweli, M.O.P. et Q-Tip.

## Historique
Le rappeur Guru décède en avril 2010. Sa dernière collaboration avec DJ Premier en tant que Gang Starr remonte à l'album studio The Ownerz sorti en 2003. Une note de Guru fournie par son collaborateur Solar dans laquelle il discrédite son ancien partenaire DJ Premier. Cependant de nombreux proches de l'artistes doutent alors de la véracité du document, bien que Guru et Premier ne se parlait plus depuis 2004. Après la mort de Guru, DJ Premier souhaite malgré tout sortir un tout dernier album du groupe, mais il peine à obtenir des morceaux inédits de Guru, malgré l'énorme travail auquel il était habitué, notamment en raison de la brouille avec le producteur Solar. En 2014, une décision de justice donne le contrôle des morceaux inédits à la famille de Guru. En 2016, Solar decide de vendre la musique restante. Malgré l'animosité entre Solar et DJ Premier, un accord est trouvé (ce que refute ensuite Solar). Courant 2018, DJ Premier decide donc de s'atteler à cet album final. Il crée de nouvelles instrumentales sur lesquelles il pose des a cappellas de Guru.

## Critiques
One of the Best Yet reçoit globalement de bonnes critiques. Sur l'agrégateur Metacritic, il obtient une moyenne de 72 ⁄100. Dans Exclaim!, Riley Wallace décrit l'album comme un « adieu impeccablement produit et fluide » à Guru. Christopher R. Weingarten de Rolling Stone plébisicite quant à lui le titre Family and Loyalty. Will Lavin de New Musical Express parle d'un « moment spécial pour le Hip-Hop » tout en regrettant que certains morceaux sonnent comme inachevées.

## Liste des titres
Toute la musique est composée par DJ Premier.
| 1.    | The Sure Shot (intro)                                             | 1:23 |
| 2.    | Lights Out (featuring M.O.P.)                                     | 3:36 |
| 3.    | Bad Name                                                          | 2:21 |
| 4.    | Hit Man (featuring Q-Tip)                                         | 2:22 |
| 5.    | What's Real (featuring Group Home & Royce da 5'9")                | 3:24 |
| 6.    | Keith Casim Elam (interlude)                                      | 0:16 |
| 7.    | From a Distance (featuring Jeru the Damaja)                       | 2:30 |
| 8.    | Family and Loyalty (featuring J. Cole)                            | 4:34 |
| 9.    | Get Together (featuring Ne-Yo & Nitty Scott)                      | 3:28 |
| 10.   | NYGz / GS 183rd (interlude)                                       | 1:10 |
| 11.   | So Many Rappers                                                   | 2:11 |
| 12.   | Business or Art (featuring Talib Kweli)                           | 2:59 |
| 13.   | Bring It Back Here                                                | 0:50 |
| 14.   | One of the Best Yet (Big Shug Interlude)                          | 0:28 |
| 15.   | Take Flight (Militia, Pt. 4) (featuring Big Shug & Freddie Foxxx) | 2:56 |
| 16.   | Bless the Mic                                                     | 2:35 |
| 37:03 |                                                                   |      |

## Samples
Sources : WhoSampled
- Family and Loyalty contient des samples de He Looked Beyond My Faults de Larnelle Harris, Stop, Look, Listen de MC Lyte et The Choice Is Yours de Black Sheep.
- Lights Out contient des samples de Dedicated to the One I Love de The Temprees, Get Off Your Ass and Jam de Funkadelic et de Lights Out de Guru, Agallah, Lotto et Preach.
- Bad Name contient des samples de Sayin' Somethin' d'Edo. G, To Da Break of Dawn de LL Cool J et de Get Ur Freak On (remix) de Missy Elliott et Nelly Furtado.
- What's Real contient des samples de Rumble in the Jungle des Fugees feat. A Tribe Called Quest, Busta Rhymes et John Forté, Danger de Blahzay Blahzay et Suckas Need Bodyguards de Gang Starr.
- The Sure Shot (Intro) contient des samples de 2 Deep, Work et The ? Remainz de  Gang Starr.
- From a Distance contient des samples de PLAYTAWIN et Natural de Gang Starr.
- Bless the Mic contient des samples de What I'm Here 4 de Gang Starr, Rap Reunion de Sinbad et de My Melody d'Eric B. & Rakim.
- Take Flight (Militia, Pt. 4) contient des samples de Wild for Da Night de Rampage feat. Busta Rhymes et de 4, 3, 2, 1 de LL Cool J, Canibus, Method Man, Redman et DMX.
- Business or Art contient des samples de In This Life... de Gang Starr feat. Snoop Dogg et de Betrayal de Gang Starr feat. Scarface.

## Classements hebdomadaires
| Pays et classement (2019)           | Meilleure position |
| ----------------------------------- | ------------------ |
| Belgique (Flandre Ultratop)         | 164                |
| Canada (Canadian Albums)            | 65                 |
| Pays-Bas (Mega Album Top 100)       | 86                 |
| Allemagne (Media Control AG)        | 46                 |
| Suisse (Schweizer Hitparade)        | 20                 |
| États-Unis (Billboard 200)          | 82                 |
| États-Unis (Top R&B/Hip-Hop Albums) | 42                 |